# ER1型电力动车组
ER1型电力动车组（俄語：Электропо́езд ЭР1）是苏联铁路的市郊通勤电力动车组车型之一，适用于供电制式为3000伏直流电的电气化铁路，由位于拉脱维亚的里加车辆制造厂设计制造。

## 发展历史

### 背景
苏联在1920年代末开始发展电气化通勤列车，第一代的S型电力动车组系列从1929年开始生产，但由于其构造速度（85公里/小时）和起动加速度（0.45米/平方秒）相对较低，到了1950年代初这种列车已经不能满足日益增长的通勤客运需要。1954年，里加车辆制造厂、迪纳摩电气工厂和里加电机制造厂研制了SN型电力动车组，列车采用新型牵引电动机及架悬式转向架，最高运行速度提高到130公里/小时。然而，由于SN型电力动车组仍然采用“一动二拖”为基本动力单元，列车的单位重量功率并没有太大提升，起动加速度亦没有显著改善。

### 研制
1957年，里加车辆制造厂、迪纳摩电气工厂和里加电机制造厂试制了首五组ER1型电力动车组，其中“E”代表电力动车组、“R”代表里加车辆制造厂、“1”代表第一种型号。ER1型电力动车组扩大至10辆编组，“一动一拖”为基本动力单元，列车总功率达到4000千瓦，加速性能有了明显的提高。首列列车出厂后在波罗的海铁路局里加至凯麦里区段进行初步试验，随后在全苏铁道运输科学研究院的环形铁道试验线上进行了性能试验，并在十月铁路局管内莫斯科至克林区段投入运用考核。1958年，里加车辆制造厂停产SR3型电力动车组，开始批量生产ER1型电力动车组。里加车辆制造厂仅负责制造车体和转向架等机械机构部分及列车总组装，而电气设备则由里加电机制造厂提供。从1959年及1960年起，中间拖车及头部拖车全部转由加里宁车辆制造厂生产。至1962年停产，里加车辆制造厂和加里宁车辆制造厂共生产了259组ER1型电力动车组。

### 运用
从1950年代末开始，ER1型电力动车组在莫斯科和列宁格勒两大通勤运输最繁忙的铁路枢纽投入服务，主要配属于莫斯科铁路局及十月铁路局。从1970年代起，随着列车经过长年运用而开始老化，ER1型电力动车组逐步被调往其他地区继续使用。1980年代末起，部分已超过使用年限的ER1型电力动车组开始逐步报废。苏联解体后，ER1型电力动车组分别被俄罗斯、乌克兰、爱沙尼亚的铁路部门接收。2000年代，爱沙尼亚铁路和俄罗斯铁路已先后全面停用ER1型电力动车组。截至2012年，乌克兰铁路的第聂伯河沿岸铁路局仍然拥有43列ER1型电力动车组，主要担当辛菲罗波尔至塞瓦斯托波尔、叶夫帕托里亚、丹考伊、梅利托波尔等方向、以第聂伯罗彼得罗夫斯克、扎波罗热为节点的中短途旅客运输服务。

## 技术特点

### 总体结构

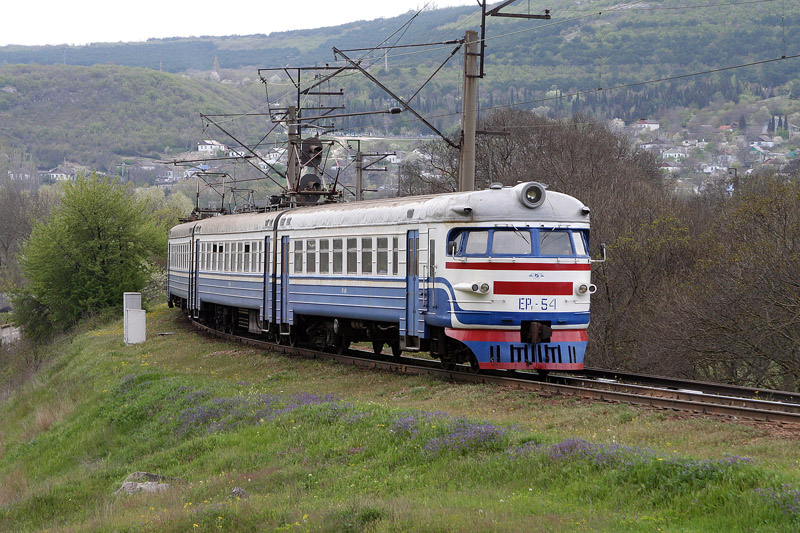
乌克兰铁路的ER1-54号列车

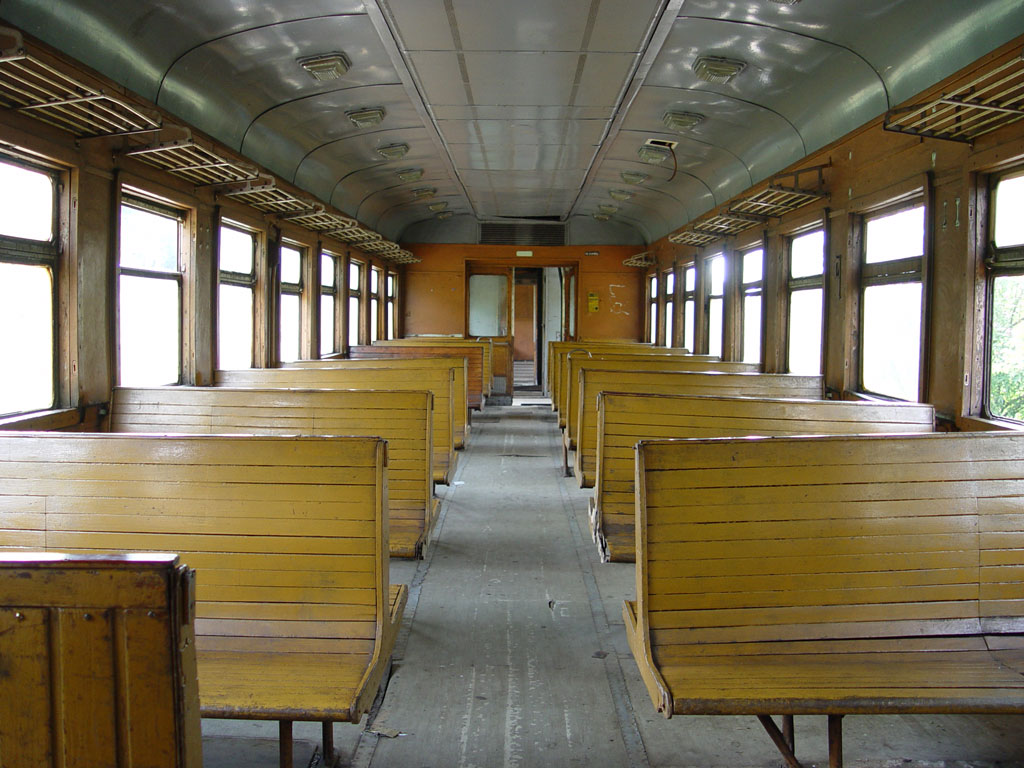
ER1型电力动车组客室内部

ER1型电力动车组的标准编制为“五动五拖”的10辆编组，由2辆带司机室的头部拖车、3辆中间拖车、5辆动车组成，每“一动一拖”组成一个电气独立单元，司机可在任一司机室对全列车进行操纵。列车亦可以根据实际需要增减车厢数量，采用6～12辆的编组方式。在车辆结构方面，车体长度从SR3型电力动车组的19,316毫米略为延长到19,600毫米，而车体宽度仍保持为3,480毫米。车体采用低合金钢整体承载式焊接结构，在车辆之间所产生的拉伸和压缩冲击力等纵向载荷亦由整个车体的主要结构包括底架、侧墙以及顶盖共同承受；动车车体钢结构重量为11,300公斤，比SR3型电力动车组轻约10%。每节车辆两侧各设有两道供旅客出入的侧门，车门采用电控气动滑动式车门，其高度只适用于高站台。
首5组试制列车的编组重量为430.6吨，其中头部拖车自重36吨、中间动车自重50.6吨、中间拖车自重35.2吨。而批量生产时列车编组重量为450.5吨，其中头部拖车自重38.5吨、中间动车自重52.5吨、中间拖车自重37吨，列车座席定员为1050人。由于动车比例的提高，列车起动加速度亦提高至0.6米/平方秒（0～50公里/小时），列车构造速度为130公里/小时。在站距长度为2.5公里的区间，ER1型电力动车组可加速至95公里/小时（SR3型电力动车组为75公里/小时）；在站距为5公里的区间，ER1型电力动车组的最高速度可达到110公里/小时（SR3型电力动车组为85公里/小时）。

### 转向架
每节车厢装有两台二轴转向架，可分为动车转向架和拖车转向架两种，两者除了驱动装置的差别之外，其余部分均采用了相同结构。转向架构架由一根中央梁、两根横梁、钢板和两根侧梁焊接而成一体，轴箱采用圆柱滚子轴承，牵引力及制动力通过心盘传递，制动装置为吊挂式双侧闸瓦基础制动。转向架设有二系悬挂装置以支承车辆重量，一系悬挂为轴箱侧螺旋圆弹簧，二系悬挂为摇动台式摇枕弹簧悬挂装置，采用椭圆形钢板弹簧；动车转向架及拖车转向架的弹簧悬挂装置柔度分别为6.24毫米/吨和7.95毫米/吨。从1961年起生产的列车，开始在轴箱及构架之间加装摩擦阻尼器。
动力转向架采用牵引电动机架悬式悬挂，以减轻簧下质量，并减少电机承受从轨道传递而来的振动冲击，牵引电动机通过弹性联轴器向车轴齿轮箱传递扭矩，齿轮传动比为23：73。

### 传动系统
传动系统为直—直流电传动，每辆动车装有一台受电弓及四台牵引电动机。接触网导线上的3000伏直流电电流，经受电弓引入列车后经过调压，供给牵引电动机及驱动轮对。各个“一动一拖”动力单元互相独立，当列车的其中一个单元发生故障时，列车的牵引主电路可隔离该动力单元，而列车的运行则不受影响。列车通过对牵引电动机的并联和串联换接进行调速控制，电路转换利用诺沃切尔卡斯克电力机车厂设计、带有迷宫式灭弧室的ПК-350А型电空接触器进行。
牵引电动机为ДК-106Б型四极串励直流电动机，其结构与SN型电力动车组所采用的ДК-106型牵引电动机基本相同，额定功率为200千瓦，额定电压为1500伏，最高转速为每分钟2080转，电机重量为2200公斤，主极及电枢绕组均采用B级绝缘。为了减少牵引电动机发生环火的机会，与SR3型电力动车组所采用的ДК-103Г型牵引电动机相比，ДК-106Б牵引电动机的换向片数量由301片增加到329片，片间电压从20伏下调至18.2伏，换向器直径从380毫米增加到460毫米。

### 辅助设备
每辆拖车设有一台ДК-604Б型电动发电机组，由一台10.4千瓦的直流电动机及一台8.5千瓦的直流发电机组成，电机总重为1200公斤。此外，拖车还设有一台空气压缩机，空气压缩机组型号与SR3型电力动车组相同，由一台ДК-406А型直流电动机及一台Э-400型空气压缩机组成。

## 车辆保存
- ER1-02号列车的9～10号车厢，保存于西西伯利亚铁路局的铁路装备博物馆。
- ER1-06号列车，保存于一家位于爱沙尼亚哈普沙卢的铁路博物馆。
- ER1-228号列车，保存于加里宁格勒铁路局博物馆。